# Cycnia pudens
Cycnia pudens är en fjärilsart som beskrevs av Edwards 1882. Cycnia pudens ingår i släktet Cycnia och familjen björnspinnare. Inga underarter finns listade i Catalogue of Life.